# Antonio Condomirio
Antonio Condomirio [Condomyrio] est un compositeur d’origine grecque, actif à Paris dans le dernier quart du XVIe siècle.

## Biographie
Elle est hélas réduite à ce que nous apprend le titre et la dédicace de ses Cantiques de 1582 : il est « Grec de nation » et travaille apparemment dans la mouvance du cardinal René de Birague (1506-1583), alors évêque de Lavaur et ancien chancelier de France.

## Œuvres
Cantiques du Sr de Maisonfleur mis en musique à 4 parties par le S. Antonio Condomirio grec de nation. - Paris : Adrian Le Roy et Robert Ballard, 1582. 4 vol. 16° obl. de 16p. RISM C 3495, Lesure 1955 no 252 (avec la dédicace latine transcrite dans le Doc. 35). Seules sont connues les parties de Contra (Paris BSHPF, fonds André) et de Basse (Paris BNF (Mss.)  Rés. Smith-Lesouëf 233(9).
Les cantiques d’Étienne de Maisonfleur avaient été publiés depuis 1580 à Anvers, Genève et Paris. Condomirio les a adaptés à des airs strophiques, avec parfois des passages en rythme ternaire. Condomirio complète son volume avec l'ode Arrière ô fureur insensée, de Philippe Desportes. Les pièces utilisent surtout les modes ionien et dorien.